# 356 Sports
356 Sports Limited ist ein britisches Unternehmen im Bereich Automobile und ehemaliger Automobilhersteller.

## Unternehmensgeschichte
Das Unternehmen wurde am 11. November 2004 im Londoner Stadtteil Chelsea gegründet. Colin Maurice Gontier und Adam Pearson wurden am 23. November 2004 Direktoren. Gleichzeitig zog das Unternehmen nach Feltham. Sie begannen mit der Produktion von Automobilen und Kits. Der Markenname lautete 356 Sports. Pearson gab am 31. August 2005 seinen Direktorenposten auf. 2006 endete die Automobilproduktion. Am 14. Oktober 2015 löste Jane Gontier Colin Maurice Gontier als Direktor ab. Am 19. Oktober 2015 verlegte sie den Firmensitz nach London. Das Unternehmen wurde am 8. April 2017 aufgelöst, nachdem es sich seit dem 6. November 2015 in Liquidation befunden hatte.

## Fahrzeuge
Der 130 Spyder wurde von Paul Banham Conversions übernommen. Er stand von 2004 im 2005 im Angebot. Dies war die Nachbildung des Porsche 550 Spyder. Der Motor stammte vom Škoda 742. Spyder 550 Motors setzte die Produktion von 2006 bis 2009 unter eigenem Markennamen fort. Insgesamt fertigten diese drei Hersteller etwa 500 Fahrzeuge dieses Modells.
Der New Speedster stammte ursprünglich ebenfalls von Paul Banham Conversions. Das Modell ähnelte dem Porsche 356 Speedster. Der Vierzylindermotor kam vom Mini Metro und war vorne im Fahrzeug montiert. Die Fertigung lief von 2004 bis 2006. Dieses Modell fand etwa 40 Käufer, verteilt auf die beiden Hersteller.
Der Peregrine war ein Entwurf von Paul Banham, den 356 Sports von 2005 bis 2006 vermarktete. Das offene Fahrzeug im Stil der 1930er Jahre ähnelte Modellen von Bentley der damaligen Zeit. Die Basis stellte das Taxi Austin FX 4 dar. Ein Bausatz kostete im ersten Jahr 6456 Pfund. Das Fahrzeug blieb ein Einzelstück.
Das vierte Auto von 356 Sports war der Sprint.